# Mrtva pozicija
Mŕtva pozícija je v šahu položaj, ko nobeden od nasprotnikov ne more zmagati s katerimkoli pravilnim zaporedjem potez. Tipična mrtva pozicija je seveda pat, ki pa še zdaleč ni edina; največkrat gre za položaje, ko na deski ni dovolj materiala za matiranje (K:K, K+S:K, K+L:K, K+ poljubno število istopoljnih lovcev in še nekatere možnosti) ter blokirane pozicije.
Poudariti je treba, da K+S:K+S, torej položaj, kjer imata igralca vsak enega skakača, ni mrtva pozicija, ker je možno odigrati poteze, ki pripeljejo do mata, seveda ob pomoči obeh igralcev. V problemskem šahu se taka igra imenuje pomožni mat.